# Fall von Kehl
1792

Porrentruy – Marquain – Quiévrain – Verdun – Thionville – Valmy – Lille – Mainz (1792) – Jemappes
1793

Aldenhoven I – Namur – Neerwinden – Mainz (1793) – Famars – Valenciennes (1793) – Arlon (1793) – Hondschoote – Meribel – Avesnes-le-Sec – Pirmasens – Toulon – Fontenay-le-Comte – Cholet – Lucon – Trouillas – Dünkirchen – Le Quesnoy – Menin I – Wattignies – Weißenburg I – Biesingen – Kaiserslautern I – Weißenburg II
1794

Boulou – Landrecis – Menin II – Mouscron – Martinique – Guadeloupe – Tourcoing – Tournai – Kaiserslautern II – San-Lorenzo de la Muga – 13. Prairial – Fleurus – Kaiserslautern III – Vosges – Aldenhoven II
1795

Cornwallis’ Rückzug – Genua – Groix – Hyeres – Handschuhsheim – Mainz (1795) – Mannheim – Loano
1796

Montenotte – Millesimo – Dego – Mondovì – Lodi – Borghetto – Castiglione – Mantua – Siegburg – Altenkirchen – Wetzlar – Kircheib – Kehl – Kalteiche – Friedberg  – Malsch – Neresheim – Sulzbach – Deining – Amberg – Würzburg – Neufundland – Rovereto – Bassano – Limburg – Biberach I – Emmendingen – Schliengen – Caldiero – Arcole – Irland
1797

Fall von Kehl – Rivoli (1797) – St. Vincent – Diersheim – Santa Cruz – Neuwied – Camperduin
Der Fall von Kehl ereignete sich am 9. Januar 1797. Die Belagerung der Festung Kehl in Kehl, heute Baden-Württemberg, dauerte von Oktober 1796 bis Januar 1797. Sie war ein äußerst schwieriges militärisches Manöver. Obwohl ein Ausfall der Besatzung fast zur Umschließung der Belagerer geführt hätte, kapitulierten die Verteidiger und zogen sich am 9. Januar 1797 über den Rhein nach Straßburg zurück.

## Ablauf
Um die Unternehmungen des Jahres 1797 zu sichern, befasste sich Karl Aloys zu Fürstenberg mit der Eroberung des von den Franzosen noch besetzten Forts Kehl, und der Brückenschanze bei Hüningen. Doch die Belagerung von Kehl nahm einen langsamen Gang, weil die kalte Witterung die Belagerer behinderte, während die Belagerten sich der Kälte nicht ausliefern mussten. Auch konnten die Belagerten in der Verteidigung von Kehl die Arsenale von Straßburg nutzen und jederzeit Verstärkung heranführen. Daher mussten die Rheinbrücken zwischen Kehl und Straßburg zerstört werden, was für die damalige Artillerie ein äußerst schwieriges Unterfangen darstellte. Erst nach einem mehr als zweimonatigen Widerstand kapitulierte Kehl.

„Schon am 7. Abends waren 2 Schiffe durch verlorene Schüsse beschädigt worden, als aber das Feuer der neuen österreichischen Batterien am 8. Januar Morgens anfingen, war die Brücke zerstört. Um 9 Uhr Morgens hatte die Österreichische Artillerie bereits 5 Schiffe derselben versenkt, alle übrigen durchlöchert, und die Franzosen hielten es für unmöglich, die Brücke herzustellen. Der Vorschlag weiter abwärts eine fliegende Brücke zu errichten, wurde verworfen, weil sie dem Feuer der Österreicher nicht entzogen werden konnte. In der Nacht vom 8. auf 9. eröffneten die Österreicher eine neue Parallele am Glacis des Vorwerks bei Kehl, die sich links mit der vorigen verband und rechts an die Kinzig stützen. Die Franzosen waren jetzt in der kleinen Festung Kehl und in dem Hornwerk des Städtchens zusammengeengt. Sie hatten darin weder Magazine noch Kasematten genug. Wenn durch die völlige Zerstörung ihrer Brücken ihre Verbindung mit Straßburg abgeschnitten wurde, so liefen sie Gefahr, sowohl ihre Besatzung, als die große Zahl ihrer Artillerie und Munition, die sich in Kehl befand, zu verlieren. Der Kampf um Kehl nahm also sein Ende. Der General Desaix machte am 9. Januar Abends den Antrag zu einer Kapitulation. Diese wurde noch in der nämlichen Nacht zwischen ihm und dem Feldzeugmeister Latour abgeschlossen. Die französischen Truppen sollten Zeit haben, bis des folgenden Tages um 4 Uhr nach Mittag die Festung zu räumen. Am 10. Januar 1797 um 4 Uhr nach Mittag erfolgte die gänzliche Übergabe von Kehl, nachdem die Franzosen es von allem geräumt hatten, was irgend zu einer Verwendung im Kriege, oder zur Vertheidigung einer Festung brauchbar war.“

Am 1. Februar 1797 kapitulierte die Brückenschanze von Hüningen. Damit standen von Basel bis an die Sieg keine französischen Truppen mehr auf dem rechten Rheinufer.

## Historische Abbildungen von Hüningen

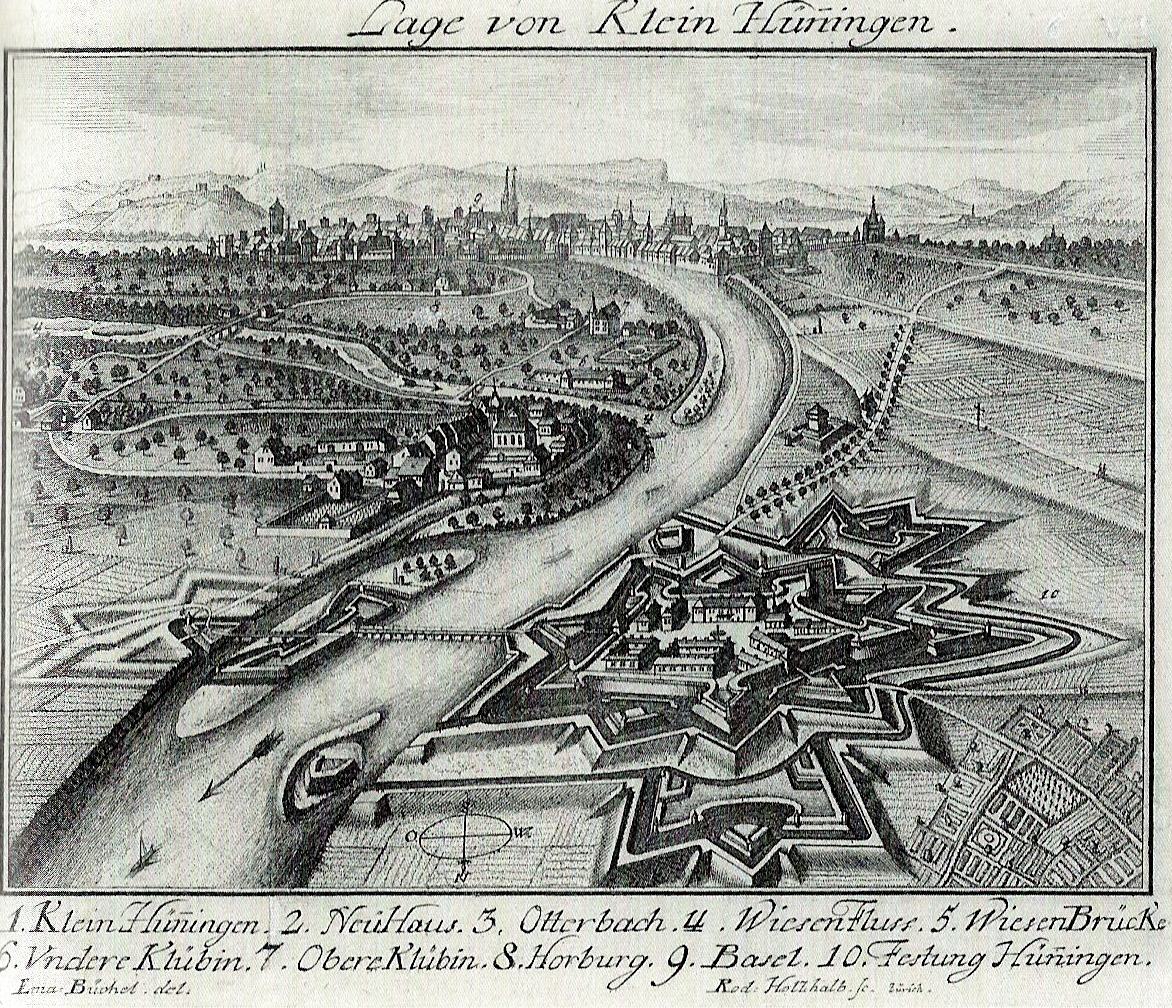
Hüningen und Kleinhüningen 1749
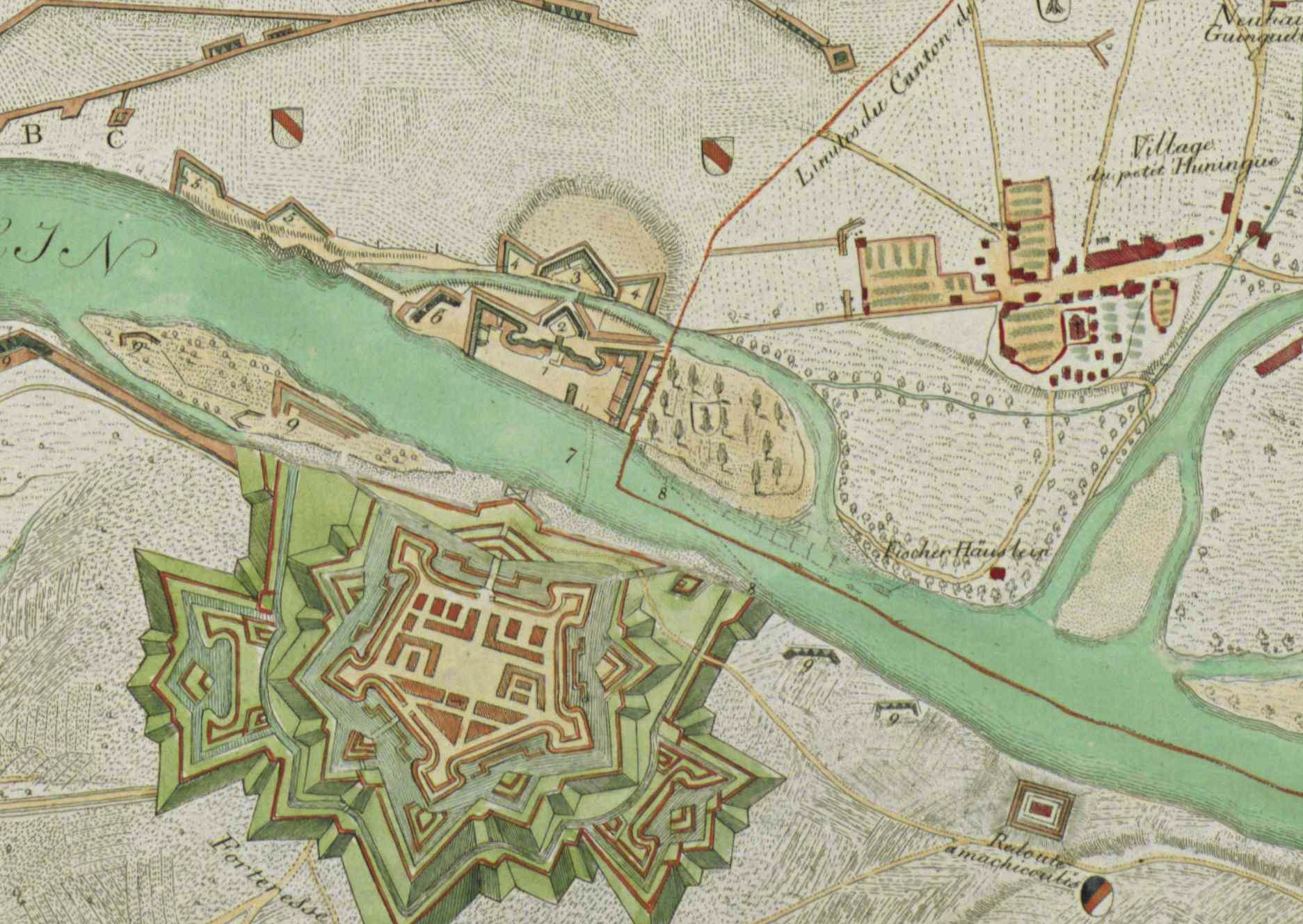
Die Festung Hüningen und Kleinhüningen 1797